# Jama
Jama je naravna podzemna odprtina, ki je dovolj velika, da lahko človek vanjo vstopi. Nekateri znanstveniki poudarjajo, da mora jama biti tako velika, da dela le-te ne doseže sončna svetloba. Jama je lahko vodoravna ali navpična (brezno). Skozi jamo lahko stalno ali občasno teče vodotok ali je vedno suha. Jamski rovi in dvorane so lahko različno veliki oziroma visoki, od zelo majhnih, da se človek komaj splazi skozi, do visokih več kot 100 m. Brezna se običajno nahajajo v hribovitem svetu ali v visokogorju.

## Nastanek jam
Jama nastane zaradi delovanja geoloških procesov, kot so erozija, preperevanje in raztapljanje ali korozije kamnine (apnenca) z ogljikovim dioksidom in vodo. Posledica raztapljanja je razpad in topljenje apnenca ter nastajanje podzemnih praznih prostorov. Pred milijoni let je bilo tu podnebje subtropsko in je bila stopnja raztapljanja precej večja kot je danes. Prazne prostore dodatno mehansko erodira voda. Njena moč se veča z večanjem jame in prenašanjem material ob večjih vodah, pomembna je tudi plastovitost kamnin in tektonska porušenost. Pogosto se primeri podrtje stropa v jami zaradi nestabilnosti materiala. Pod posebnimi pogoji v jamah lahko nastaja tudi led in jo zato imenujejo ledena jama. Tipičen primer take jame je Eisriesenwelt v Avstriji, v manjšem obsegu pa Snežna jama pod Raduho.
Večino jam v alpskem svetu najdemo v apnenčastih gorah, v Sloveniji tudi na Krasu in Dinarskem gorstvu. 
Lahko pa jame nastanejo tudi zaradi procesov dvigovanja, tokov lave ali vodne erozije (obalne jame).
Poseben primer so ledeniške jame, ki nastanejo s talitvijo ledu znotraj ledenika. 
Veda, ki se ukvarja z znanstvenim preučevanjem jamskega okolja, je speleologija.

## Slovenske jame
V Sloveniji so vse podzemne jame z zakonom o varstvu podzemnih jam določene kot naravne vrednoste državnega pomena. So naravno javno dobro v lasti države. Vstop v jame je določen v treh stopnjah:
- odprte jame s prostim vstopom vsakomur, ki je usposobljen za jamarsko delovanje (večina jam)
- odprte jame z nadzorovanim vstopom (v Sloveniji kakšnih 200 med njimi tudi 22 turističnih jam)
- zaprte jame - vstop dovoljen v znanstvene in raziskovalne namene (takih je 7 jam)

Zakon med drugim določa varstveni režim v jamah, vodenje registra jam, pravila ravnanja ob obisku jame in drugo. Urejene za organiziran turistični obisk in opremljene z jamsko infrastrukturo so naslednje jame:
1. Vilenica, ev. št. NV 113 (Lokev),
2. Škocjanske jame, ev. št. NV 312 (Matavun),
3. Ravenska jama, ev. št. NV 254 (Gorenje Ravne pri Cerknem),
4. Jama pod Predjamskim gradom, ev. št. NV 243 (Predjama),
5. Otoška jama, ev. št. NV 2244 (Veliki otok),
6. Pivka jama, ev. št. NV 2304 (Veliki otok),
7. Črna jama, ev. št. NV 2246 (Veliki otok),
8. Postojnska jama, ev. št. NV 241 (Postojna),
9. Planinska jama, ev. št. NV 221 (Planina),
10. Zelške jame, ev. št. NV 924 (Zelše),
11. Križna jama, ev. št. NV 155 (Bloška polica),
12. Županova (Taborska) jama, ev. št. NV 361 (Velike Lipljene),
13. Železna jama, ev. št. NV 364 (Gorjuša),
14. Snežna jama, ev. št. NV 1870 (Raduha),
15. Pekel, ev. št. NV 742 (Šempeter v Savinjski dolini),
16. Kostanjeviška jama, ev. št. NV 149 (Kostanjevica na Krki),
17. Divaška jama, ev. št. NV 40 (Divača),
18. Dimnice, ev. št. NV 94 (Markovščina),
19. Sveta jama, ev. št. NV 767 (Socerb),
20. Huda luknja, ev. št. NV 730 (Gornji Dolič),
21. Jama pod Babjim zobom, ev. št. NV 105 (Bohinjska bela) in
22. Francetova jama, ev. št. NV 58 (Ribnica).

## Zakonodaja
Za potrebe varovanja jam in življenja v njih ter področje jamarstva velja specifična zakonodaja. Seznam predpisov je dosegljiv na: 
- Zakonodaja